# USS LST-269
O USS LST-269 foi um navio de guerra norte-americano da classe LST que operou durante a Segunda Guerra Mundial.